# Мейджоры по Counter-Strike
Мейджоры по Counter-Strike (также мажоры) — серия киберспортивных турниров по компьютерной игре Counter-Strike 2, спонсируемых компанией-разработчиком Valve. С 2013 по 2023 год мейджоры проводились по Counter-Strike: Global Offensive, с 2024 года турниры стали проводиться на новой версии игры. Мейджор-турниры считаются самыми престижными турнирами по Counter-Strike.
Действующим чемпионом является Team Vitality.

## История
До того как Valve начала спонсировать турниры в Counter-Strike: Global Offensive, существовали другие турниры, называемые мейджорами. Наиболее значимыми турнирами были: Cyberathlete Professional League, World Cyber Games, Electronic Sports World Cup, Intel Extreme Masters. Все они проводились в старой версии Counter-Strike.
16 сентября 2013 года Valve объявила турнир DreamHack Winter 2013 с призовым фондом в размере 250 000 долларов США. Деньги были взяты с продаж новых игровых предметов, введённых с обновлением The Arms Deal Update.
23 февраля 2016 года, в преддверии MLG Columbus 2016, Valve объявила об увеличении призового фонда мейджоров до 1 000 000 долларов. Тем не менее, количество проводимых мейджоров в году уменьшилось с трёх до двух.
13 декабря 2017 года, генеральный директор ELEAGUE, а также ведущий ELEAGUE Major: Boston 2018, Кристина Алехандре анонсировала изменённый формат мейджоров, разработанный Valve и ELEAGUE, который позволит увеличить количество команд с шестнадцати до двадцати четырёх. Среди прочего были изменены названия этапов турнира. LAN-квалификация стала называться «новые претенденты», групповой этап переименовали в «новые легенды», а плей-офф этап — «новые чемпионы».
17 января 2020 года Valve сообщила о своих планах заменить текущий формат приглашений на Major на ранговую систему, в которую будут включены два дополнительных турнира перед осенним мейджором.
Система основывается на количестве очков, заработанных на весеннем мейджоре — ESL One Rio: 2020, проходящем в мае, и на двух других турнирах, предшествующих второму мейджору года (2 — 15 ноября).
Эти три турнира определят рейтинг, согласно которому восемь лучших команд будут приглашены на осенний мейджор в качестве «Легенд», следующие восемь — в качестве «Вернувшихся претендентов», а остальные восемь команд будут определены на уже существующей системе миноров в четырёх основных регионах.
14 января 2021 года PGL анонсировали Major с увеличенным призовым фондом до 2 000 000 долларов. Также, впервые в истории, трансляция турнира будет вестись в качестве 4K и 60 кадров в секунду.
Питер «dupreeh» Расмуссен единственный игрок в Counter-Stirke, который посетил 19 турниров серии Major, но Расмуссен и его команда Preasy провалили отборочные к Major по Counter-Strike 2 в Копенгагене. Командой, посетившей все мейджоры, остается Natus Vincere.
17 марта 2024 года прошёл первый мейджор по новой версии игры — Counter-Strike 2.

## Формат
В турнире участвуют 24 команды (с ELEAGUE Major: Boston 2018), 8 команд со статусом легенд, 8 команд со статусом претендентов и 8 команд со статусом соперников. Турнир проводится по швейцарской системе с применением коэффициента Бухгольца.

### RMR-турниры
Перед мейджором проходит стадия RMR-турниров. Это 2 турнира, делящиеся по регионам: Европа, СНГ, Азия, Океания, Северная Америка и Южная Америка. За участие в турнирах командам зачисляются RMR-очки. Команды, набравшие больше всего очков, проходят на мейджор в качестве «легенд», «претендентов» и «соперников».

### Стадии турнира
Существует 3 стадии турнира: этап новых претендентов, новых легенд и новых чемпионов.
- Этап новых претендентов. В стадию новых претендентов (ранее — офлайн квалификация) проходят команды, набравшие наименьшее среди прошедших команд количество очков на RMR-турнирах. Матчи играются в формате best of 1[комм. 2], если же матч решающий и определяет, проигрывает ли турнир команда или проходит в следующую стадию, то матчи проходят в формате best of 3[комм. 3]. В стадию «Новых легенд» проходят команды, имеющие за собой три победы[комм. 4], если же команда имеет три поражения, то она покидает турнир. В этом этапе участвуют шестнадцать команд (восемь «претендентов» и восемь «соперников»). В стадию «Новые легенды» проходят восемь лучших команд.
- Этап новых легенд. В этап новых легенд (ранее — групповая стадия) входят 8 команд-легенд, набравшие больше всего очков RMR-рейтинга и 8 команд из стадии новых претендентов. Система проведения этапа аналогична этапу новых претендентов.
- Этап новых чемпионов. В этапе новых чемпионов (ранее — плей-офф) принимают участие оставшихся 8 команд, которые борются за звание чемпионов. Команды делятся на четыре группы по две команды. Матчи играются по олимпийской системе. Все матчи играются в формате best of 3. В конце этого этапа определяется победитель мейджора.

### Карты
Valve составляют список карт (на сленге киберспортсменов — «маппул» (от англ. Map pool), которые будут разыгрываться на всех турнирах по Counter-Strike. Периодически он меняется: некоторые карты исключаются из списка на обновление, возвращаясь в улучшенном виде, а некоторые пропадают навсегда — их заменяют новые карты.
Перед матчем BO3 (Best of 3)  команды выбирают карты, на которых будут играть, путём «пиков» и «банов».
| Название турнира                  | Карты | Карты  | Карты   | Карты   | Карты | Карты | Карты    | Карты       | Карты   | Карты   | Карты  |
| Название турнира                  | Train | Mirage | Inferno | Dust II | Nuke  | Cache | Overpass | Cobblestone | Vertigo | Ancient | Anubis |
| --------------------------------- | ----- | ------ | ------- | ------- | ----- | ----- | -------- | ----------- | ------- | ------- | ------ |
| DreamHack Winter 2013             | +     | +      | +       | +       | +     |       |          |             |         |         |        |
| EMS One Katowice 2014             | +     | +      | +       | +       | +     |       |          |             |         |         |        |
| ESL Cologne 2014                  |       | +      | +       | +       | +     | +     | +        | +           |         |         |        |
| DreamHack Winter 2014             | +     | +      | +       | +       | +     | +     | +        |             |         |         |        |
| ESL Katowice 2015                 | +     | +      | +       | +       | +     | +     | +        |             |         |         |        |
| ESL Cologne 2015                  | +     | +      | +       | +       |       | +     | +        | +           |         |         |        |
| DreamHack Cluj-Napoca 2015        | +     | +      | +       | +       | +     | +     | +        |             |         |         |        |
| MLG Columbus 2016                 | +     | +      | +       | +       | +     | +     | +        |             |         |         |        |
| ESL Cologne 2016                  | +     | +      |         | +       | +     | +     | +        | +           |         |         |        |
| ELEAGUE Atlanta 2017              | +     | +      | +       | +       | +     | +     | +        |             |         |         |        |
| PGL Kraków 2017                   | +     | +      | +       |         | +     | +     | +        | +           |         |         |        |
| ELEAGUE Boston 2018               | +     | +      | +       | +       | +     | +     | +        |             |         |         |        |
| FACEIT London 2018                | +     | +      | +       | +       | +     | +     | +        |             |         |         |        |
| IEM Katowice 2019                 | +     | +      | +       | +       | +     | +     | +        |             |         |         |        |
| StarLadder Berlin 2019            | +     | +      | +       | +       | +     |       | +        | +           |         |         |        |
| PGL Stockholm 2021                |       | +      | +       | +       | +     | +     | +        | +           |         |         |        |
| PGL Antwerp 2022                  | +     | +      | +       | +       | +     | +     | +        |             |         |         |        |
| IEM Rio Major 2022                | +     | +      | +       | +       | +     | +     | +        |             |         |         |        |
| Blast Paris Major 2023            | +     | +      |         | +       | +     | +     | +        | +           |         |         |        |
| PGL Major Copenhagen 2024         | +     | +      | +       | +       | +     | +     | +        |             |         |         |        |
| Perfect World Shanghai Major 2024 | +     | +      | +       | +       |       | +     | +        | +           |         |         |        |
| Blast Austin Major 2025           | +     | +      | +       | +       | +     |       | +        | +           |         |         |        |

## Список турниров
| Версия | Название турнира                  | Дата                         | Организатор           | Призовой фонд | Город проведения | Победитель        | Второе место      | Полуфиналисты  | Полуфиналисты     |
| ------ | --------------------------------- | ---------------------------- | --------------------- | ------------- | ---------------- | ----------------- | ----------------- | -------------- | ----------------- |
| CS:GO  | DreamHack Winter 2013             | 28 — 30 ноября 2013          | DreamHack             | 250 000 $     | Йёнчёпинг        | Fnatic            | Ninjas in Pyjamas | VeryGames      | compLexity Gaming |
| CS:GO  | EMS One Katowice 2014             | 13 — 16 марта 2014           | ESL                   | 250 000 $     | Катовице         | Virtus.pro        | Ninjas in Pyjamas | Team Dignitas  | LGB eSports       |
| CS:GO  | ESL One Cologne 2014              | 14 — 17 августа 2014         | ESL                   | 250 000 $     | Кёльн            | Ninjas in Pyjamas | Fnatic            | Team Dignitas  | Team LDLC         |
| CS:GO  | DreamHack Winter 2014             | 27 — 29 ноября 2014          | DreamHack             | 250 000 $     | Йёнчёпинг        | Team LDLC         | Ninjas in Pyjamas | Virtus.pro     | Natus Vincere     |
| CS:GO  | ESL One Katowice 2015             | 12 — 15 марта 2015           | ESL                   | 250 000 $     | Катовице         | Fnatic            | Ninjas in Pyjamas | Virtus.pro     | Team EnVyUs       |
| CS:GO  | ESL One Cologne 2015              | 20 — 23 августа 2015         | ESL                   | 250 000 $     | Кёльн            | Fnatic            | Team EnVyUs       | Virtus.pro     | Team SoloMid      |
| CS:GO  | DreamHack Cluj-Napoca 2015        | 28 октября — 1 ноября 2015   | DreamHack             | 250 000 $     | Клуж-Напока      | Team EnVyUs       | Natus Vincere     | G2 Esports     | Ninjas in Pyjamas |
| CS:GO  | MLG Columbus 2016                 | 29 марта — 3 апреля 2016     | MLG                   | 1 000 000 $   | Колумбус         | Luminosity Gaming | Natus Vincere     | Astralis       | Team Liquid       |
| CS:GO  | ESL One: Cologne 2016             | 5 — 10 июля 2016             | ESL                   | 1 000 000 $   | Кёльн            | SK Gaming         | Team Liquid       | Virtus.pro     | Fnatic            |
| CS:GO  | ELEAGUE Atlanta 2017              | 22 — 29 января 2017          | ELEAGUE               | 1 000 000 $   | Атланта          | Astralis          | Virtus.pro        | SK Gaming      | Fnatic            |
| CS:GO  | PGL Major Kraków 2017             | 16 — 23 июля 2017            | PGL                   | 1 000 000 $   | Краков           | Gambit Esports    | Immortals         | Astralis       | Virtus.pro        |
| CS:GO  | ELEAGUE Boston 2018               | 12 — 28 января 2018          | ELEAGUE               | 1 000 000 $   | Бостон           | Cloud9            | FaZe Clan         | Natus Vincere  | SK Gaming         |
| CS:GO  | FACEIT Major 2018                 | 5 — 23 сентября 2018         | FACEIT                | 1 000 000 $   | Лондон           | Astralis          | Natus Vincere     | MIBR           | Team Liquid       |
| CS:GO  | IEM Katowice 2019                 | 13 февраля — 3 марта 2019    | ESL                   | 1 000 000 $   | Катовице         | Astralis          | ENCE              | MIBR           | Natus Vincere     |
| CS:GO  | StarLadder Major 2019             | 23 августа — 8 сентября 2019 | StarLadder            | 1 000 000 $   | Берлин           | Astralis          | AVANGAR           | Renegades      | NRG Esports       |
| CS:GO  | ESL One: Rio 2020                 | 19 — 22 ноября 2020          | ESL                   | 2 000 000 $   | Рио-де-Жанейро   | Отменён           | Отменён           | Отменён        | Отменён           |
| CS:GO  | PGL Major Stockholm 2021          | 23 октября — 7 ноября 2021   | PGL                   | 2 000 000 $   | Стокгольм        | Natus Vincere     | G2 Esports        | Gambit Esports | Heroic            |
| CS:GO  | PGL Antwerp 2022                  | 9 — 22 мая 2022              | PGL                   | 1 000 000 $   | Антверпен        | FaZe Clan         | Natus Vincere     | Team Spirit    | ENCE              |
| CS:GO  | IEM Rio Major 2022                | 31 октября — 13 ноября 2022  | ESL                   | 1 250 000 $   | Рио-де-Жанейро   | Outsiders         | Heroic            | MOUZ           | FURIA Esports     |
| CS:GO  | Blast Paris Major 2023            | 8 мая — 21 мая 2023          | BLAST Premier         | 1 250 000 $   | Париж            | Team Vitality     | GamerLegion       | Heroic         | Apeks             |
| CS2    | PGL CS2 Major Copenhagen 2024     | 17 марта — 31 марта 2024     | PGL                   | 1 250 000 $   | Копенгаген       | Natus Vincere     | FaZe Clan         | Team Vitality  | G2 Esports        |
| CS2    | Perfect World Shanghai Major 2024 | 1 декабря — 15 декабря 2024  | Perfect World Esports | 1 250 000 $   | Шанхай           | Team Spirit       | FaZe Clan         | MOUZ           | G2 Esports        |
| CS2    | Blast Austin Major 2025           | 3 июня — 22 июня 2025        | BLAST Premier         | 1 250 000 $   | Остин            | Team Vitality     | The MongolZ       | MOUZ           | paiN              |
| CS2    | StarLadder Budapest Major 2025    | 24 ноября — 14 декабря 2025  | StarLadder            | 1 250 000 $   | Будапешт         |                   |                   |                |                   |

## Особые предметы

### Наклейки
Наклейки — это виртуальные предметы, которые можно получить после открытия соответствующей капсулы или просто купив их на торговой площадке Steam. Существует пять типов наклеек: обычные, с блёстками, голографические, металлические и золотые. С каждым мейджором выходит новый комплект наклеек. Он включает наклейки с автографами всех участвующих игроков, наклейки с логотипами всех участвующих команд и наклейку с логотипом турнира. Каждый игрок, участвующий в мейджор-турнире, делает свой автограф, который будет добавлен в игру как наклейка, которую фанаты надевают на свои игровые скины оружия, чтобы показать поддержку. Половину выручки с продаж наклеек получают указанные игроки и организации. Наклейки и капсулы определённого мейджора появляются в игре для покупки за некоторое время до начала турнира, и остаются до тех пор, пока разработчики сами их не уберут. При удалении капсул с наклейками из игры, их количество становится ограниченым, и приобрести наклейки и капсулы можно только на торговой площадке, поэтому со временем может возникнуть их дефицит, и постепенное дорожание. Так, одна из первых наклеек команд iBUYPOWER Катовице 2014 в 2018 году стоила около 500 000 рублей, а в 2021 году её цена превысила 1 000 000 рублей.

### Пропуск зрителя
Пропуск зрителя — это внутриигровой одноразовый пропуск, при использовании которого у игрока появляется возможность получать сувенирные монеты (для обменивания на сувенирные наборы), открывается доступ делать прогнозы на турнир, а также выдаётся памятная монету с логотипом турнира в инвентарь, которую можно отображать в профиле. Изначально она даётся бронзовой, однако её можно улучшить до серебряной, золотой и бриллиантовой, делая верные прогнозы во время групповой и плей-офф стадий. Чтобы получить бриллиантовую медаль, игрок должен верно предугадать всю плей-офф сетку турнира.
Среди прочего, игрок получит особую метку в чате Steam.tv, и бесконечные граффити до конца турнира с логотипом любой команды на выбор, участвующей на мейджоре.

#### Pick’em
Pick’em — игровое задание, в котором игрок делает свои собственные прогнозы на ход проведения мейджора. Во время этапов «Новых претендентов» и «Новых легенд» можно спрогнозировать 1 команду, которая пройдёт в следующую стадию со счётом 3-0, 1 команду, которая вылетит со счётом 0-3 и другие любые 7 команд, которые пройдут в следующий этап. Во время стадии «Новых чемпионов» нужно предугадать всю сетку плей-офф.

### Сувенирные наборы
Сувенирные наборы — эксклюзивные кейсы, выпадающие случайным людям, смотрящим в прямом эфире игры мейджора. Их можно получить, смотря игры на Twitch, CS:GO GOTV (внутриигровой проигрыватель матчей) или Steam.TV. Впервые сувенирные наборы появились на DreamHack Winter 2013. Сувенирные наборы имеют исключительно коллекции карт, которые играли на турнире из названия сувенирного набора. На момент BLAST Paris Major 2023 это коллекции Mirage 2021, Vertigo 2021, Ancient, Anubis, Nuke 2018, Inferno 2018 и Overpass. В сувенирных наборах прошлых мейджоров также присутствуют коллекции Cache, Cobblestone, Train, Dust II 2021, Dust II, Mirage, Vertigo, Inferno, Nuke. На скинах, выпадающих из этих кейсов будет наклейка мейджора, на котором проходил этот матч, наклейки команд, участвовавших в этом матче, наклейка с автографом самого ценного игрока. Для открытия сувенирного набора, в отличие от кейсов и некоторых капсул, ключ не требуется. Начиная с FACEIT London 2018 сувенирные наборы достаются только зрителям, купившим «Пропуск зрителя».

### Комментарии
1. ↑  Опционально также может быть проведён и третий турнир между двумя другими.
2. ↑  До одной победы
3. ↑  До двух побед
4. ↑  Возможный счёт по матчам — проход: 3-0, 3-1, 3-2, вылет: 0-3, 1-3, 2-3.